# Zephyrhills West
Zephyrhills West est une census-designated place du comté de Pasco, dans l'État de Floride, aux États-Unis,. En 2020, elle compte une population de 5 533 habitants.